# إيرل كاربنتر
إيرل كاربنتر (بالإنجليزية: Earl Carpenter)‏ هو مغني بريطاني، ولد في 9 مايو 1970.

## وصلات خارجية
- إيرل كاربنتر على موقع IMDb (الإنجليزية)
- إيرل كاربنتر على موقع قاعدة بيانات برودواي على الإنترنت (الإنجليزية)
- إيرل كاربنتر على موقع قاعدة بيانات الفيلم (الإنجليزية)